# Gloriana canta Nino D'Angelo
Gloriana canta Nino D'Angelo è un album di Gloriana pubblicato nel 1983.

## Tracce
Lato A
1. Tutt'e'nnotte
2. Io canto e tu...
3. Piense pe te
4. 'Nsieme a me
5. Amante d'o male

Lato B
1. E stamme ccà
2. Voglia e t'ave'
3. Pino
4. Figlia dell'amore
5. Me so' scurdata e te

## Formazione
- Gloriana - voce
- William Marino - programmazione, sintetizzatore
- Gigi Cappellotto - basso
- Flaviano Cuffari - batteria
- Gianni Farè - pianoforte, sintetizzatore, tastiera
- Ernesto Massimo Verardi - chitarra
- Claudio Pascoli - sassofono tenore, sassofono soprano, sax contralto
- Lella Esposito - cori